# Michel Etcheverry
Michel Etcheverry (16 de diciembre de 1919 – 30 de marzo de 1999) fue un actor teatral, cinematográfico y televisivo vascofrancés, miembro honorario de la Comédie-Française,

## Biografía
Su nombre completo era Michel-Adrien Etcheverry, y nació en San Juan de Luz, Francia.
Inició su carrera teatral como director, actuando más adelante en la compañía de teatro de Louis Jouvet. Ingresó en la Comédie-Française en 1961, siendo nombrado miembro en 1964, y miembro honorario en 1984. Su repertorio estaba constituido por numerosas tragedias del teatro clásico.
Michel Etcheverry falleció en París, Francia, en el año 1999.

## Teatro

### Actuaciones ajenas a la Comédie-Française
- 1945 : La loca de Chaillot, de Jean Giraudoux, escenografía de Louis Jouvet, Théâtre de l'Athénée
- 1947 : El Apolo de Bellac, de Jean Giraudoux, escenografía de Louis Jouvet, Théâtre de l'Athénée
- 1949 : Ondina, de Jean Giraudoux, escenografía de Louis Jouvet, Théâtre de l'Athénée
- 1950 : La escuela de las mujeres, de Molière, escenografía de Louis Jouvet, Théâtre des Célestins
- 1953 : La alondra, de Jean Anouilh, escenografía del autor y Roland Piétri, Teatro Montparnasse
- 1955 : Pigmalión, de George Bernard Shaw, escenografía de Jean Marais, Théâtre des Bouffes-Parisiens
- 1957 : El diario de Ana Frank, de Frances Goodrich y Albert Hackett, escenografía de Marguerite Jamois, Teatro Montparnasse
- 1959 : Le Vélo devant la porte, de Marc-Gilbert Sauvajon a partir de Desperate Hours, de Joseph Hayes, escenografía de Jean-Pierre Grenier, Théâtre Marigny
- 1960 : El diario de Ana Frank, de Frances Goodrich y Albert Hackett, escenografía de Marguerite Jamois, Théâtre des Célestins
- 1960 : Crime parfait, de Frederick Knott, escenografía de Jean Meyer, Théâtre du Palais-Royal
- 1961 : La Rouille, de Carlos Semprún Maura, escenografía de Jean-Marie Serreau, Teatro de la Alliance française
- 1961-1963 : Le Maître de Santiago, de Henry de Montherlant, escenografía de Jean Marchat, Festival des nuits de Bourgogne Dijon, Château du Le Plessis-Macé
- 1961 : L'Annonce faite à Marie, de Paul Claudel, escenografía de Pierre Franck, Théâtre de l'Œuvre
- 1964 : La Tragédie de la vengeance, a partir de Cyril Tourneur, escenografía de Francis Morane y Jean Serge, Théâtre de la Ville
- 1964 : Romeo y Julieta, de William Shakespeare, escenografía de Jean Darnel, Théâtre de la Nature Saint-Jean-de-Luz
- 1966 : Histoire de rire, de Armand Salacrou, escenografía de Louis Arbessier, Théâtre des Célestins
- 1966 : Le Voyage de Thésée, de Georges Neveux, escenografía de Michel Etcheverry, Festival de Bellac
- 1967 : Intermezzo, de Jean Giraudoux, escenografía de Michel Etcheverry, Festival de Bellac
- 1968 : El Cardenal de España, de Henry de Montherlant, escenografía de Michel Etcheverry, Festival de Bellac
- 1969 : Savonarole ou Le Plaisir de Dieu seul, de Michel Suffran, escenografía de Jean-Pierre Laruy, Centre théâtral du Limousin Limoges
- 1969 : Edipo rey, de Sófocles, escenografía de Maurice Guillaud, Festival de Bellac
- 1989 : Un bon patriote ?, de John Osborne, escenografía de Jean-Paul Lucet, Teatro del Odéon
- 1991 : Ricardo II, de William Shakespeare, escenografía de Yves Gasc, Théâtre des Célestins y Théâtre de l'Atelier
- 1991 : Lecture de lettres de Vincent d'Indy, organizada por Damien Top, Festival Vincent d'Indy, Reims
- 1993 : Temps contre temps, de Ronald Harwood, escenografía de Laurent Terzieff, Théâtre La Bruyère
- 1994 : Temps contre temps, de Ronald Harwood, escenografía de Laurent Terzieff, Théâtre des Célestins

### Comédie-Française
- Ingreso en 1961
- Miembro 439 en 1964
- Miembro honorífico en 1984

- 1961 : Les Mœurs du temps, de Bernard-Joseph Saurin, escenografía de Maurice Escande
- 1962 : Troupe du Roy, homenaje a Molière, escenografía de Paul-Émile Deiber
- 1962 : Le Menteur, de Corneille, escenografía de Jacques Charon
- 1963 : Maria Stuart, de Friedrich von Schiller, escenografía de Raymond Hermantier
- 1964 : Donogoo, de Jules Romains, escenografía de Jean Meyer
- 1965 : La Rabouilleuse, de Émile Fabre a partir de Honoré de Balzac, escenografía de Paul-Émile Deiber
- 1966 : Le Mariage forcé, de Molière, escenografía de Jacques Charon
- 1966 : Le Jeu de l'amour et de la mort, de Romain Rolland, escenografía de Jean Marchat
- 1966 : La Soif et la faim, de Eugène Ionesco, escenografía de Jean-Marie Serreau
- 1967 : Don Juan, de Molière, escenografía de Antoine Bourseiller
- 1967 : Intermezzo, de Jean Giraudoux, escenografía de Michel Etcheverry, Festival de Bellac
- 1968 : L'Otage, de Paul Claudel, escenografía de Jean-Marie Serreau
- 1968 : Atalía, de Jean Racine, escenografía de Maurice Escande
- 1969 : Polyeucte, de Pierre Corneille, escenografía de Michel Bernardy
- 1969 : Le Pain dur, de Paul Claudel, escenografía de Jean-Marie Serreau
- 1970 : Malatesta, de Henry de Montherlant, escenografía de Pierre Dux
- 1970 : El sueño, de August Strindberg, escenografía de Raymond Rouleau
- 1971 : Becket, de Jean Anouilh, escenografía del autor y Roland Piétri
- 1972 : Le Ouallou, de Jacques Audiberti, escenografía de André Reybaz
- 1972 : Le Maître de Santiago, de Henry de Montherlant, escenografía de Michel Etcheverry
- 1972 : Ricardo III, de William Shakespeare, escenografía de Terry Hands, Festival de Aviñón
- 1972 : Edipo rey y Edipo en Colono, de Sófocles, escenografía de Jean-Paul Roussillon, Festival de Aviñón
- 1972 : Horacio, de Pierre Corneille, escenografía de Jean-Pierre Miquel
- 1972 : El burgués gentilhombre, de Molière, escenografía de Jean-Louis Barrault
- 1972 : El médico a palos, de Molière, escenografía de Jean-Paul Roussillon
- 1972 : George Dandin, de Molière, escenografía de Jean-Paul Roussillon
- 1972 : Antígona, de Bertolt Brecht, escenografía de Jean-Pierre Miquel, Teatro del Odéon
- 1973 : Un fil à la patte, de Georges Feydeau, escenografía de Jacques Charon
- 1973 : La Soif et la faim, de Eugène Ionesco, escenografía de Jean-Marie Serreau, Teatro del Odéon
- 1973 : C'est la guerre Monsieur Gruber, de Jacques Sternberg, escenografía de Jean-Pierre Miquel, Teatro del Odéon
- 1974 : La Nostalgie, Camarade, de François Billetdoux, escenografía de Jean-Paul Roussillon, Teatro del Odéon
- 1974 : L'Impromptu de Marigny, de Jean Poiret, escenografía de Jacques Charon
- 1975 : Cinna, de Corneille, escenografía de Simon Eine, Teatro del Odéon
- 1975 : Monsieur Le Trouhadec saisi par la débauche, de Jules Romains, escenografía de Michel Etcheverry
- 1975 : La Poudre aux yeux, de Eugène Labiche y Édouard Martin, escenografía de Jacques Charon, Théâtre Marigny
- 1975 : La Celestina, de Fernando de Rojas, escenografía de Marcel Maréchal, Théâtre Marigny
- 1976 : Noche de reyes, de William Shakespeare, escenografía de Terry Hands, Teatro del Odéon
- 1976 : Lorenzaccio, de Alfred de Musset, escenografía de Franco Zeffirelli
- 1977 : El Cid, de Corneille, escenografía de Terry Hands
- 1979 : Ruy Blas, de Victor Hugo, escenografía de Jacques Destoop
- 1979 : Berenice, de Racine, escenografía de Jean-François Rémi
- 1980 : Simul et singulis, velada literaria dedicada al Tricentenario de la Comédie-Française, escenografía de Jacques Destoop
- 1981 : Sertorius, de Corneille, escenografía de Jean-Pierre Miquel, Salle Richelieu
- 1981 : À Memphis, il y a un homme d’une force prodigieuse, de Jean Audureau, escenografía de Henri Ronse, Teatro del Odéon
- 1987 : Diálogos de Carmelitas, de Georges Bernanos a partir de Gertrud von Le Fort, Raymond Léopold Bruckberger y Philippe Agostini, escenografía de Gildas Bourdet, Opéra de Lille en el Teatro de la Porte Saint-Martin
- 1988 : Británico, de Racine, escenografía de Marcelle Tassencourt, Grand Trianon Festival de Versailles
- 1989 : Lorenzaccio, de Alfred de Musset, escenografía de Georges Lavaudant

### Director
- 1956 : Le Paria, de August Strindberg, Théâtre de l'Œuvre
- 1956 : Le Pélican, de August Strindberg, Théâtre de l'Œuvre
- 1966 : Le Voyage de Thésée, de Georges Neveux, Festival de Bellac
- 1967 : Intermezzo, de Jean Giraudoux, Festival de Bellac
- 1967 : André del Sarto, de Alfred de Musset, Comédie-Française
- 1968 : El Cardenal de España, de Henry de Montherlant, Festival de Bellac
- 1970 : El Apolo de Bellac, de Jean Giraudoux, Comédie-Française
- 1971 : La Jalousie, de Sacha Guitry, Comédie-Française
- 1972 : Le Maître de Santiago, de Henry de Montherlant, Comédie-Française
- 1975 : Monsieur Le Trouhadec saisi par la débauche, de Jules Romains, Comédie-Française
- 1977 : Les Fausses Confidences, de Pierre de Marivaux, Comédie-Française
- 1979 : El barbero de Sevilla, de Pierre-Agustin de Beaumarchais, Comédie-Française

## Filmografía
- 1948 : Entre onze heures et minuit, de Henri Decoin
- 1951 : Sans laisser d'adresse, de Jean-Paul Le Chanois
- 1952 : Nez de cuir, de Yves Allégret
- 1952 : Agence matrimoniale, de Jean-Paul Le Chanois
- 1952 : Le Rideau rouge, de André Barsacq
- 1952 : La Jeune Folle, de Yves Allégret
- 1952 : Ouvert contre X, de Richard Pottier
- 1953 : La Pocharde, de Georges Combret
- 1953 : Mam'zelle Nitouche, de Yves Allégret
- 1954 : Madame du Barry, de Christian-Jaque
- 1954 : Raspoutine, de Georges Combret
- 1954 : La Castiglione, de Georges Combret
- 1955 : Le Fils de Caroline chérie, de Jean Devaivre
- 1955 : Chantage, de Guy Lefranc
- 1955 : La Tour de Nesle, de Abel Gance
- 1955 : Les Aristocrates, de Denys de La Patellière
- 1955 : L'Affaire des poisons, de Henri Decoin
- 1955 : Paris canaille / Paris coquin, de Pierre Gaspard-Huit
- 1955 : Vous pigez ?, de Pierre Chevalier
- 1955 : Plus de whisky pour Callaghan, de Willy Rozier
- 1956 : Papa, maman, ma femme et moi, de Jean-Paul Le Chanois
- 1956 : La Sorcière, de André Michel
- 1956 : Toute la ville accuse, de Claude Boissol
- 1956 : C'est arrivé à Aden, de Michel Boisrond
- 1956 : Honoré de Marseille, de Maurice Régamey
- 1956 : Michel Strogoff, de Carmine Gallone
- 1956 : Notre-Dame de Paris, de Jean Delannoy
- 1956 : Le Salaire du péché, de Denys de La Patellière
- 1957 : Élisa, de Roger Richebé
- 1957 : Fumée blonde, de Robert Vernay
- 1958 : C'est la faute d'Adam, de Jacqueline Audry
- 1958 : Le Désert de Pigalle, de Léo Joannon
- 1958 : Les Jeux dangereux, de Pierre Chenal
- 1958 : Prisons de femmes, de Maurice Cloche
- 1959 :  Les yeux sans visage, de Georges Franju
- 1959 : Un témoin dans la ville, de Édouard Molinaro
- 1959 : Julie la Rousse, de Claude Boissol
- 1959 : La Nuit des espions, de Robert Hossein
- 1959 : Y'en a marre, de Ivan Govar
- 1959 : Les Loups (TV), de Marcel Bluwal
- 1959 : Signé Arsène Lupin, de Yves Robert
- 1960 : Le Panier à crabes, de Joseph Lisbona
- 1960 : Le Passage du Rhin, de André Cayatte
- 1960 : Recourse in Grace, de László Benedek
- 1960 : Vers l'extase, de René Wheeler
- 1961 : Le Puits aux trois vérités, de François Villiers
- 1961 : Théâtre de la jeunesse: Don Quichotte (TV)
- 1961 : L'Âme de Nicolas Snyders (TV)
- 1961 : Amours célèbres, segmento Agnès Bernauer, de Michel Boisrond
- 1961 : Les Nouveaux Aristocrates, de Francis Rigaud
- 1961 : Le Rouge et le Noir (TV), de  Pierre Cardinal
- 1962 : Le Petit Garçon de l'ascenseur, de Pierre Granier-Deferre
- 1962 : Le Cid (TV), de Lazare Iglesis
- 1962 : Quatrevingt-treize (TV), de Alain Boudet
- 1963 : L'Île mystérieuse (TV), de Pierre Badel
- 1963 : Mathias Sandorf, de Georges Lampin
- 1965 : Dom Juan ou le Festin de pierre (TV)
- 1965 : Le Roi Lear (TV), de Jean Kerchbron
- 1965 : Le Tigre se parfume à la dynamite, de Claude Chabrol
- 1966 : Marie Tudor (TV)
- 1966 : ¿Arde París?, de René Clément
- 1967 : Les Cinq Dernières Minutes (serie TV), episodio Finir en beauté, de Claude Loursais
- 1967 : La guerre de Troie n'aura pas lieu (TV)
- 1967 : L'Affaire Lourdes, de Marcel Bluwal
- 1967 : Le Golem (TV), de Jean Kerchbron
- 1968 : Au théâtre ce soir : Le commissaire est bon enfant, de Georges Courteline, escenografía de Jean-Paul Roussillon, dirección de Pierre Sabbagh, Théâtre Marigny
- 1968 : La Prisonnière, de Henri-Georges Clouzot
- 1969 : Cinna (TV)
- 1969 : Un bourgeois de Paris (TV)
- 1969 : La Voie lactée, de Luis Buñuel
- 1969 : Sainte Jeanne, de Claude Loursais
- 1973 : George Dandin ou le Mari confondu (TV)
- 1973 : Horace (TV)
- 1973 : Antigone (TV)
- 1974 : Le deuil sied à Électre (TV), de Maurice Cazeneuve
- 1976 : Messieurs les jurés (TV) 
  - 1976 - L'Affaire Perissac, de André Michel
  - 1986 - L'Affaire Kerzaz, de Michèle Lucker
- 1978 : Perceval le Gallois, de Éric Rohmer
- 1978 : On ne badine pas avec l'amour (TV)
- 1979 : I... comme Icare, de Henri Verneuil
- 1985 : Tangos, l'exil de Gardel, de Fernando Ezequiel Solanas
- 1989 : Jeanne d'Arc, le pouvoir et l'innocence (TV)
- 1991 : Le Stagiaire (TV)
- 1993 : L'Écrivain public, de Jean-François Amiguet
- 1995 : Une femme française, de Régis Wargnier
- 1997 : Vivre avec toi (TV)
- 1998 : Temps contre temps (TV), de Ronald Harwood con Laurent Terzieff, dirección de Stéphane Bertin

## Premios
- Premio Molière de 1993 : Nominado al mejor actor de reparto por Temps contre temps
- Premio Molière de 1995 : Nominado al mejor actor de reparto por Asesinato en la catedral